# Красный Луг (Пятихатский район)
Красный Луг (укр. Красний Луг) — село,
Пальмировский сельский совет,
Пятихатский район,
Днепропетровская область,
Украина.
Код КОАТУУ — 1224584809. Население по переписи 2020 года составляло 100 человек.

## Географическое положение
Село Красный Луг находится на расстоянии в 2 км от посёлка Авангард и в 4,5 км от города Пятихатки.
По селу протекает пересыхающий ручей с запрудой.
Рядом проходят автомобильная дорога М-04 (E 50) и
железная дорога, станция Яковлевка в 2,5 км.